# Карели (град)
Карели (груз. ქარელი) је град у Грузији у регији Унутрашњи Картли. Према процени из 2014. у граду је живело 6.654 становника.

## Становништво
У граду је 2014. живело 6.654 становника.
| 1989. | 2002. | 2014. |
| ----- | ----- | ----- |
| 8.271 | 7.182 | 6.654 |